# 刘瑜 (1975年)

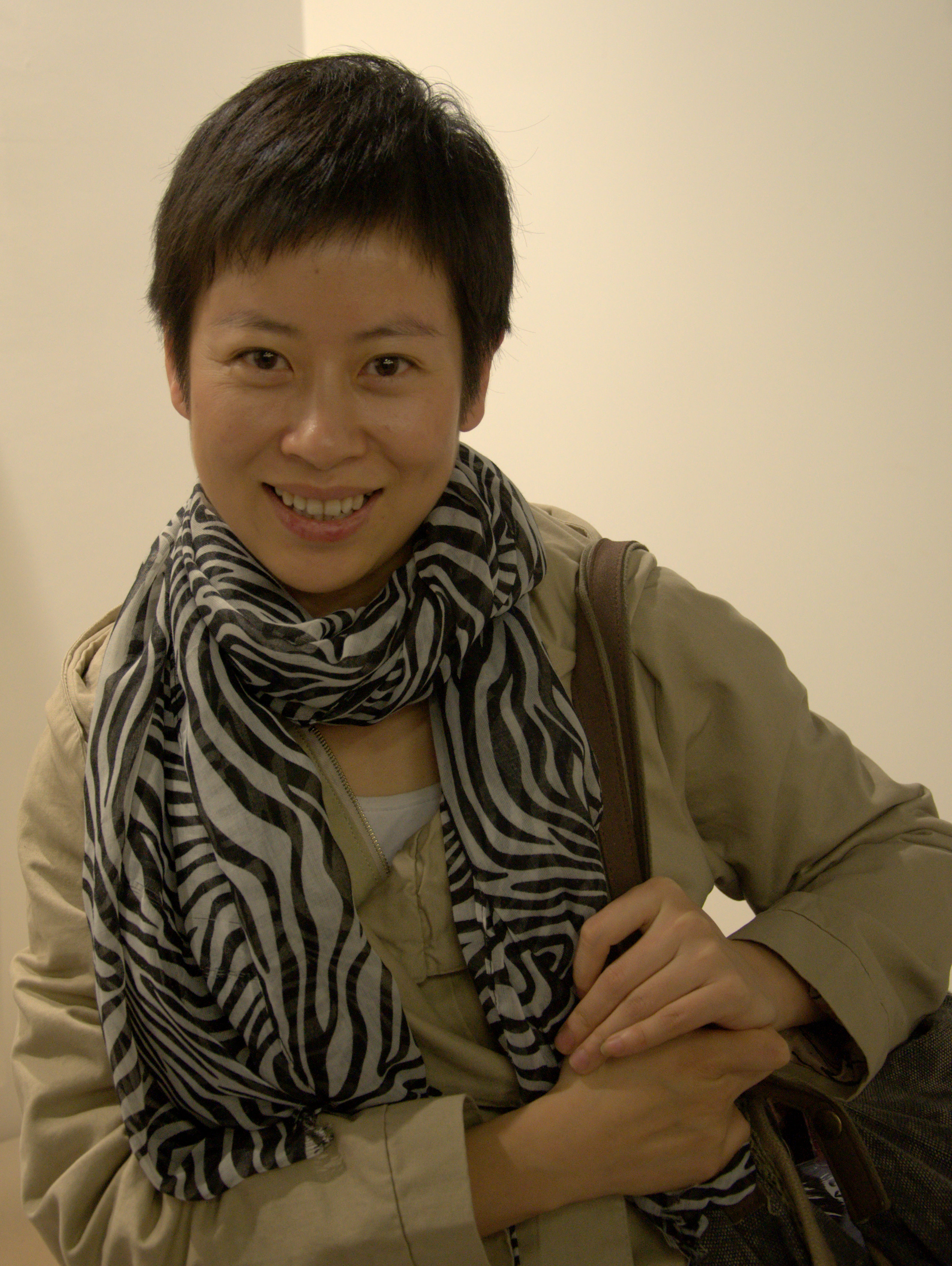
刘瑜，摄于2010年10月30日，单向街书店讲座后

刘瑜（1975年12月25日—），女，清华大学社会科学学院政治学系副教授、哥伦比亚大学政治学博士、作家、博客作者，网名醉钢琴。主要研究领域包括转型国家的政治经济学、权力和合法性以及中国的变革和制度主义。是《Forging Environmentalism》一書中关于中国篇章内容的撰写人之一。

## 生平
祖籍江西省鄱阳县。1992年进入中国人民大学国际政治系，攻读国际政治专业。1996年在中国人民大学国际政治系获得政治学学士学位，1999年在同系获得政治学硕士学位，2006年在哥伦比亚大学获得政治学博士学位。
2006年-2007年在哈佛大学费正清东亚研究中心做博士后工作。2007年-2010年在剑桥大学政治系担任讲师。2010年起在清华大学人文社会科学学院政治系任教。
2000年左右，刘瑜开始在网上写政论，当时影响力很小。2003年，她在网上连载的《孤独得像一颗星球》，让她扬名北美论坛。2004年开始，刘瑜开始给国内媒体提供政论方面的文章，先后在《南方周末》、《新周刊》等媒体上写过专栏。
在中文互联网上，刘瑜用醉钢琴的笔名发表的一篇叫做《一个人要像一支队伍》的文章，被广泛转载。她的书《民主的细节: 当代美国政治观察随笔》也在豆瓣等网站受到广泛的好评。

## 观点
在2008年藏区骚乱期间，刘瑜发表多篇文章反对西藏独立，并且批评西方媒体“不公正”。
2018年7月27日，刘瑜发表了对Me Too的看法，她認為這是是好事，因为“它是一场教育运动，对男人而言，教育他们节制与尊重，对女人（以及某些男同）而言，教育她们（他们）自我保护”。但從手段上來說她认为Me Too不是法治，而是一种類似文革中大鸣大放大字报的行为來表達訴求，在谎言总是比辟谣传播要广泛和快速得多、 自证清白往往是越描越黑、信者恒信不信者恒不信….，宁愿看到法治途径、甚至“找单位找亲友闹”这种“私刑途径”被穷尽之后，大鸣大放大字报作为最后的途径被使用。同时認為一些女性被性骚扰因为着装不谨慎，容易使男性误解她的意图，或许只是愚蠢而非邪恶，並表明这不是“荡妇羞辱”理论的延伸而是人类常识。此文章引起正反二極的看法。

## 争议
2012年，美国天普大学传播学院助理教授徐开彬在观察者网上公开发文质疑刘瑜的学术水平 。此后，徐开彬又撰文《致刘瑜博士》 贴出刘瑜的回应内容并再次提出质疑。

## 家庭
丈夫周濂。

## 荣誉
2009年出版的著作 《民主的细节：美國當代政治觀察隨筆》被《南方周末》、《新京报》、新浪网等媒体评为年度图书。

## 著作
- 《余欢》（包含两篇：《孤独像一颗星球》《那么，爱呢？》）
- 《民主的细节：美国当代政治观察随笔》，2009年，上海三联书店，ISBN 9787542629586
- 《送你一颗子弹》，2010年，上海三联书店，ISBN 9787542631664
- 《观念的水位》，2013年，浙江大学出版社，ISBN 9787308108584
- 《可能性的艺术：比较政治学30讲》，2022年4月，广西师范大学出版社，ISBN 9787559848048
- 《巨变第二天：新兴民主的得失与选择》，2023年6月，香港中文大学出版社，ISBN 9789882372962